# Xandaros acanthodes
Xandaros acanthodes är en ringmaskart som beskrevs av Maciolek 1981. Xandaros acanthodes ingår i släktet Xandaros och familjen Spionidae. Inga underarter finns listade i Catalogue of Life.